# Indiana World War Memorial Plaza
L'Indiana World War Memorial Plaza (« Place du mémorial de la Grande Guerre en Indiana ») est un ensemble architectural situé à Indianapolis dans l'Indiana, aux États-Unis afin d'honorer la mémoire des vétérans de la Première Guerre mondiale.

## Description
Construite sur cinq blocs, la place est conçue en 1919 dans le but d'être à la fois le siège national de l'American Legion et un mémorial aux vétérans du pays. L'administration ainsi qu'un cénotaphe sont situés au nord de la place, alors que l'obélisque est au sud de celle-ci. Au centre, le mémorial d'Indiana pour la Grande Guerre est construit sur le modèle du mausolée d'Halicarnasse. Le 11 octobre 1994 le Indiana World War Memorial Plaza est reconnu comme National Historic Landmark. En 2007, un musée consacré à l'USS Indianapolis y est inauguré.